# François-Eudes Chanfrault
François-Eudes Chanfrault, également crédité sous le nom de François Eudes, né le 2 décembre 1974 à Suresnes et mort le 11 mars 2016, est un compositeur et musicien français.

## Biographie
Chanfrault compose en 2003 les musiques des films Haute Tension de Alexandre Aja et Qui a tué Bambi ? de Gilles Marchand. Il sort son premier album sur CD Computer Assisted Sunset en 2005 sous le label MK2. La même année, sa musique est sur les écrans dans le film Au-delà de la haine de Olivier Meyrou, et reçoit une bonne critique dans le magazine Variety. En 2006, il travaille à nouveau avec Alexandre Aja, mais cette fois sur le film La colline a des yeux, ce qui inspire le réalisateur Jérémy Forni pour son documentaire Après la gauche.
Chanfrault compose également la musique du film À l'intérieur de Julien Maury et Alexandre Bustillo, musique qui a eu un bon accueil des médias, notamment de Popjournalism. Sa bande originale et la musique du film Donkey Punch d'Olly Blackburn est également appréciée par le critique Kurt Loder de MTV.com, ainsi que par le journal Libération. Toujours en 2008, il compose aussi la musique de Vinyan de Fabrice Du Welz, et Le Chant des mariées de Karin Albou. Sa Musique pour le téléfilm Belleville Story de Arnaud Malherbe reçu également une bonne critique dans L'Express.
Il est inhumé au cimetière du Père-Lachaise (49e division).

## Carrière musicale

### Album
En 2005, Chanfrault sort son premier album sur disque compact de ses compositions originales, Computer Assisted Sunset on the label MK2,. Il reçoit un bon accueil de la part de la Fnac : « Chanfrault est l'un des rares musiciens français qui adapte à la fois une musique classique et une réelle connaissance technologique. ». Trip-Hop.net donne à l'album une note de trois étoiles et demie sur quatre et le définit comme « sombre et nostalgique ». La revue Les Inrocks remarque que « L'auditeur est entouré et absorbé par le son. ».

### Cinéma
La première bande originale de Chanfrault est celle du film Célébration d'Olivier Meyrou, un documentaire sur Yves Saint Laurent qui fut bloqué en distribution par Pierre Bergé. Chanfrault compose la musique du film sorti en 2003 Haute Tension de Alexandre Aja,. Cinezik fait remarquer que Chanfrault crée une « atmosphère stridente et effrayante »  sur la bande originale du film. Qui a tué Bambi ? de Gilles Marchand met en vedette la composition de Chanfrault, et le film sort la même année que Haute Tension. Il compose la musique du film de 2005 Au-delà de la haine d'Olivier Meyrou. Le travail de Chanfrault sur La colline a des yeux d'Alexandre Aja donne l'inspiration à Jérémy Froni pour son documentaire Après la gauche sorti en 2011. Chanfrault compose en 2012, la musique du téléfilm Chambre noire, du film À l'intérieur de Julien Maury et Alexandre Bustillo et avec Alysson Paradis, Béatrice Dalle, Nathalie Roussel, Tahar Rahim,. La bande originale est sortie en 2007 par Asphalt Duchess . Sarah Gopaul, critique du Popjournalism dit en parlant de l'œuvre de Chanfrault qu'elle est « une musique sonore ». Adrien Pauchet du Cinezik parle d'« une musique électrique à succès qui accompagne le film ».
Chanfrault compose, en 2008, pour Olly Blackburn la musique du film Donkey punch, sorti par la compagnie britannique Wrap X,. La bande originale du film sort en 2009. Le critique Kurt Loder écrit un avis favorable cette dernière BO de Chanfrault dans le magazine MTV.com : « Le film fonctionne sur une menace claustrophobique et un effet sonore remarquable, de François Eudes Chanfrault, ce qui met en valeur les spectres synthétiques et le déclic inquiétant d'électro-castagnettes. ». Alexandre Hervaud  de Libération affirme que la "bande originale psychédélique" de Chanfrault fait partie des projecteurs du film.
Le réalisateur Fabrice Du Welz se sert du talent de Chanfrault pour son film Vinyan,. Martin Beck, critique chez Gamona, écrit un avis favorable aussi sur le travail de Chanfrault : « une musique hypnotique de François-Eudes Chanfrault » (connu pour sa musique tout aussi fameuse du film À l'intérieur). Splatter Container écrit que les compositions de Chanfrault emportent efficacement avec eux « le sens du vide (...) qui envahit » à travers le film.
Chanfrault fut le compositeur de la musique du film Le Chant des mariées de Karin Albou,. Chanfrault a composé la musique du téléfilm Belleville Story d'Arnaud Malherbe,. Marion Festraëts, de L'Express, observe que « la paix frénétique » du film est « menée par la musique ». Eric Libiot, du même journal, parle d'une bande originale « absolument remarquable ».

## Filmographie
- 2003 : Haute Tension d'Alexandre Aja, compositeur, interprète
- 2003 : Qui a tué Bambi ? de Gilles Marchand, compositeur
- 2005 : Au-delà de la haine d'Olivier Meyrou, compositeur
- 2006 : La colline a des yeux d'Alexandre Aja, designer son et musique
- 2006 : Le danger attaque à l'aube de Bertrand Le Cabec, Sébastien Savine, Frédéric Servant, voix : le Directeur
- 2007 : Célébration d'Olivier Meyrou, compositeur
- 2007 : À l'intérieur, de Julien Maury et Alexandre Bustillo, compositeur
- 2008 : Donkey Punch d'Olly Blackburn compositeur
- 2008 : Vinyan de Fabrice Du Welz, compositeur
- 2008 : Le Chant des mariées de Karin Albou, compositeur
- 2009 : POV d'Olivier Meyrou, score original : Beyond Hatred
- 2010 : Belleville Story de Arnaud Malherbe, compositeur
- 2012 : Cornouaille d'Anne Le Ny, compositeur
- 2013 : Une place sur la Terre de Fabienne Godet, compositeur
- 2014 : Jamie Marks Is Dead de Carter Smith, compositeur
- 2014 : Kristy de Oliver Blackburn, compositeur
- 2015 : Intrusion, série TV de Xavier Palud, compositeur
- 2015 : Baisers cachés, téléfilm de Didier Bivel, compositeur

## Sources
- Arts numériques - festival Exit sur Fluctuat.net, publié le 6 août 2008. Page consultée le 27 février 2012.
- Evelyne Bennati : Art critiques - Johan Bérard, Sébastien Caillat - Immatérielles sur paris-art.com, publié le 7 juin 2009. Page consultée le 27 février 2012.
- Cathy Blisson : Immersion”, une expo très techno du festival Exit de Créteil sur telerama.fr, Le Monde, le 28 mars 2008. Page consultée le 27 février 2012.
- Ludovic B : Sylvain Chauveau "Singular Forms (sometimes repeated) sur M-la-Music.net, le 27 avril 2010. Page consultée le 27 février 2012.
- Marie Lechner : publisher=www.ecrans.fr Via, bain electro dans Libération, le 18 mars 2008. Page consultée le 27 février 2012.
- Rodney Perkins : An interview with VINYAN Composer François-Eudes Chanfrault sur Twitchfilm.com, le 10 septembre 2008. Page consultée le 27 février 2012.
- Damien Taymans : Interview du compositeur François-Eudes Chanfrault sur cinemafantastique.be, le 2 octobre 2008. Page consultée le 27 février 2012.